# Batalla del Roure

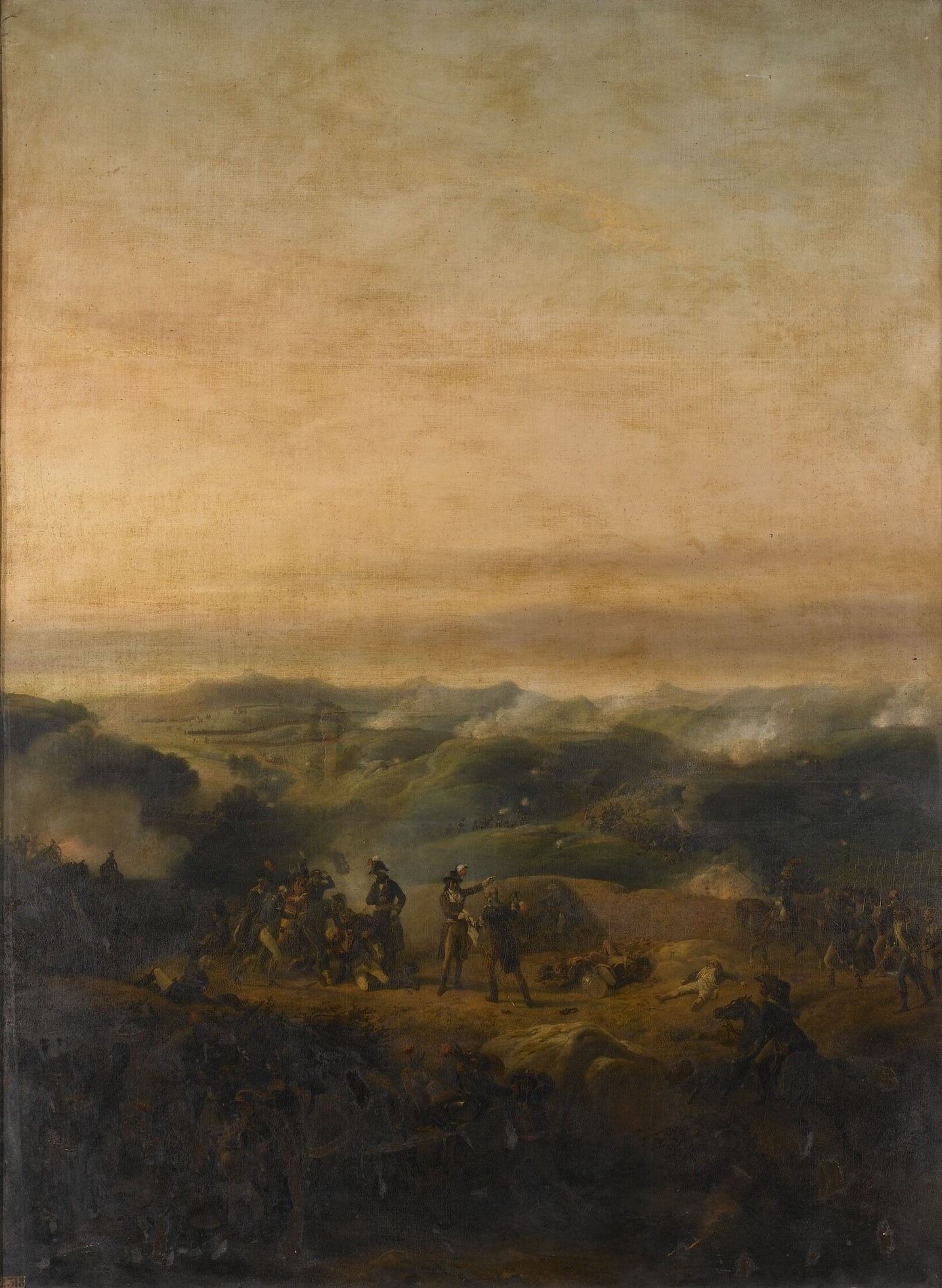
Cuadro que ilustra la batalla de la Montaña Negra.

La batalla del Roure (o también de Mont-roig, de la Montaña Negra, de Darnius o de Figueras) fue una serie de hechos de armas de las guerras de la Primera Coalición contra la Francia Revolucionaria, en suelo español. Aconteció entre los días 17 y 20 de noviembre de 1794 entre los pueblos de Darnius, San Lorenzo de la Muga y Puente de Molins, del Alto Ampurdán, que culminó en las inmediaciones del antiguo monasterio de Santa Maria del Roure. Enfrentó al ejército revolucionario francés, comandado por el general Jacques Dugommier, con el ejército español, comandado por el general Luis Fermín de Carvajal, conde de La Unión; ambos generales murieron en la pelea.

## Antecedentes
El Reino de España declara la guerra a la República Francesa el 17 de abril de 1793 como respuesta a la ejecución del rey Luis XVI. El ejército español, bajo el mando del general Antonio Ricardos, invade el Rosellón, por Sant Llorenç de Cerdans, con unos 25 000 hombres y un centenar de piezas de artillería, y ocupa El Pertús y el valle del río Tec (Arlés y Ceret). Pero al poco se retira a las posiciones iniciales como consecuencia de la derrota en la batalla de Peyrestortes.
Después de la retirada española del Rosellón y el Vallespir, a raíz de la derrota del 1 de mayo en la batalla de El Voló, se establece una línea defensiva que va de San Lorenzo de la Muga hasta el cabo de Creus. En medio de esta línea está el llano del Roure, y el monasterio de la Mare de Déu del Roure, entonces ya abandonado, en el municipio de Pont de Molins.
La Real Fundición de San Sebastián, destinada a la fabricación de munición de artillería, convirtió San Lorenzo de la Muga en un lugar de gran interés estratégico, y por eso había sido punto de entrada del ejército francés al iniciarse la Guerra Grande, pero como estaba defendido por pocos efectivos su defensa constituyó todo un reto para el comandante español, Luis Fermín de Carvajal, conde de La Unión.

## Orden de batalla
El ejército francés disponía de 36 000 soldados, divididos en tres líneas y una retaguardia: 24 000 hombres en primera línea, ala izquierda de 4300 soldados, ala derecha de 9000 soldados y centro de 8700 soldados; 7500 soldados en la segunda línea; 4500 en la tercera; y 8000 en la retaguardia. 
El ejército español de Luis Fermín de Carvajal, conde de La Unión, constaba de más de 45 000 soldados distribuidos en dos líneas, 35 000 en la primera y 10 000 en la segunda. El ala izquierda, comandada por el teniente general Courten, tenía 10 000 soldados y defendía la zona de San Lorenzo de la Muga, la montaña de Santa Magdalena y Terradas. El ala derecha, comandada por el general Juan Miguel Vives Feliu, tenía 12 000 soldados y defendía el área que va de Pont de Molins hasta el mar. Finalmente, el centro, comandado por el marqués de Las Amarillas, tenía 23 000 soldados y defendía el Roure.

## La batalla
Dugommier ordenó atacar la noche del 16 al 17 de noviembre el ala izquierda del ejército español y simultáneamente el puente de San Sebastián, junto a la fundición, y la montaña de Santa Magdalena, avanzando hacia Terradas y buscando aislar a los soldados de San Lorenzo de la Muga, por lo que el general Courten ordenó la retirada de las tropas a Llers.
El ataque se combinó con una doble ofensiva hacia el ala derecha, una en dirección a Espolla y la otra hacia Pont de Molins, a partir del puente de Capmany. El ataque francés fracasó por inferioridad numérica, y la artillería española bombardeó duramente desde Capmany. La caballería española y una brigada dirigida por el conde de Gante, un realista francés que luchaba con los españoles, llegaron al campamento francés de Cantallops, pero los refuerzos, llegados desde el collado de Banyuls los hicieron retroceder a sus posiciones iniciales.
Mientras el general Dugommier supervisaba los ataques finales sobre el ala derecha española desde la montaña de Mont-roig, una bomba española cayó sobre él y murió instantáneamente. El general Catherine-Dominique de Pérignon, que asumió el mando del ejército francés, ordenó detener la ofensiva. Los españoles habían perdido el ala izquierda, pero mantenían intactos el centro y la derecha.
El 18 y 19 de noviembre el nuevo comandante francés hizo su consejo de guerra en La Junquera y los frentes se mantuvieron quietos, hasta que se decidió a atacar directamente el Roure avanzando desde Mont-roig y a través del coll de la Marcera, al noroeste de los españoles. La artillería avanzó siguiendo el valle del río Ricardell por la carretera y, al llegar a Biure, enfilaron el camino de la cresta. 
El 20 de noviembre al amanecer se inició el ataque con una descarga de fusilería que apuntaba al coll de la Marcera. Los franceses se lanzaron sobre los soldados españoles, que se retiraron hacia la retaguardia, mientras la artillería francesa disparaba contra los soldados españoles. Una vez caída la primera línea defensiva, atacó la segunda, al otro lado del camino de Biure en Pont de Molins. La tercera línea, en torno al monasterio, aprovechaba los muros y márgenes de la propiedad, y al final el mismo monasterio, donde luchaba Luis Fermín de Carvajal. Los españoles huyeron por el camino de Pont de Molins, mientras que del castillo de San Fernando de Figueras no llegó ningún auxilio. A las tres de la tarde, los franceses iniciaron la maniobra de cerco del monasterio, que fue abandonado por los españoles. En la huida, después de intentar defender un reducto con una treintena de soldados a unos 300 metros del monasterio, el conde de La Unión recibió un disparo que le provocó la muerte.

## Consecuencias
Catherine-Dominique de Pérignon ocupa la ciudad de Figueras incruentamente el 28 de noviembre.